# شنشي
شنشي  ((بالصينية المبسطة: 陕 西; بالصينية التقليدية: 陝 西; البينيين: Shǎnxī; ويد–جيلز: Shan-hsi)؛ هجاء الخارطة البريدية: Shensi) هو إقليم تابع لجمهورية الصين الشعبية، ويُعتبر رسميًا جزءًا من منطقة شمال غرب الصين. ويتضمن الإقليم أجزاء من هضبة اللوس على المجرى الأوسط من النهر الأصفر بالإضافة إلى جبال كين (Qinling - جينلينج) عبر الجزء الجنوبي من هذا الإقليم. ويُعتبر إقليم شنشي الموطن التاريخي، جنبًا إلى جنب مع غانسو الذي يتحدث سكانه لهجة شعب دونغان المنبثق من شعب هوي، الذي هاجر من الصين إلى آسيا الوسطى.

## الجغرافيا
وتُوصف جغرافيا المنطقة على أنها جزءًا من صحراء أوردوس في الشمال على طول الحدود مع منغوليا الداخلية وهضبة اللوس في الجزء الأوسط من الإقليم، وجبال كين (Qinling) الممتدة من الشرق إلى الغرب في الجزء الأوسط الجنوبي والمناخ شبه الاستوائي جنوب جبال كين. وبين هضبة اللوس وجبال كين يقع وادي نهر واي، أو غوانزونغ، التي تُعتبر مهد الحضارة الصينية القديمة.
عند السير في اتجاه عقارب الساعة، يحد إقليم شنشي كل من شانشي (الشرق، الشمال الشرقي) وهينان (الشرق) وهوبي (الجنوب الشرقي) وتشونغتشينغ (الجنوب) وسيتشوان (الجنوب الغربي) وغانسو (الغرب) ونينغشيا (الشمال الغربي) ومنغوليا الداخلية (الشمال). ومن حيث عدد التقسيمات الحدودية على المستوى المقاطعات، فإن إقليم شنشي يرتبط بمنغوليا الداخلية.
وبسبب امتداد خط العرض الخاص به، يتمتع إقليم شنشي بالتنوع المناخي. ووفقًا لتصنيف كوبن للمناخ، تتمتع الأجزاء الشمالية، بما في ذلك هضبة اللوس، بمناخ جاف بارد (كوبن BWk) أو مناخ بارد شبه جاف (كوبن BSk)، مع برودة وجفاف شديد في فصل الشتاء وجفاف في الربيع والخريف وحرارة في الصيف. وغالبًا ما تكون المنطقة المعروفة باسم غوانزونغ شبه جافة، على الرغم من وجود مناطق قليلة تتمتع بمناخ شبه استوائي رطب (كوبن Cwa)، مع فصول شتاء معتدلة إلى باردة وفصول صيف حارة ورطبة تشهد في كثير من الأحيان موجات حر موسمية. والجزء الجنوبي يكون أكثر رطوبة ويقع في المنطقة شبه الاستوائية الرطبة مع شتاء أكثر اعتدالاً وصيف طويل وحار ورطب. ومتوسط درجة الحرارة السنوي يتراوح ما بين 8 إلى 16 °م (46 إلى 61 °ف)، مع تراوح درجات الحرارة في شهر يناير من −11 إلى 3.5 °م (12.2 إلى 38.3 °ف) وتراوح درجات الحرارة في شهر يوليو من 21 إلى 28 °م (70 إلى 82 °ف).
وعلاوة على العاصمة الإقليمية لشيآن، مدن أخرى تتضمن: باوجي وهانتشونغ ولينتونغ وتونغتشوان وشيانيانغ ويانان وانكانغ.

## معرض صور

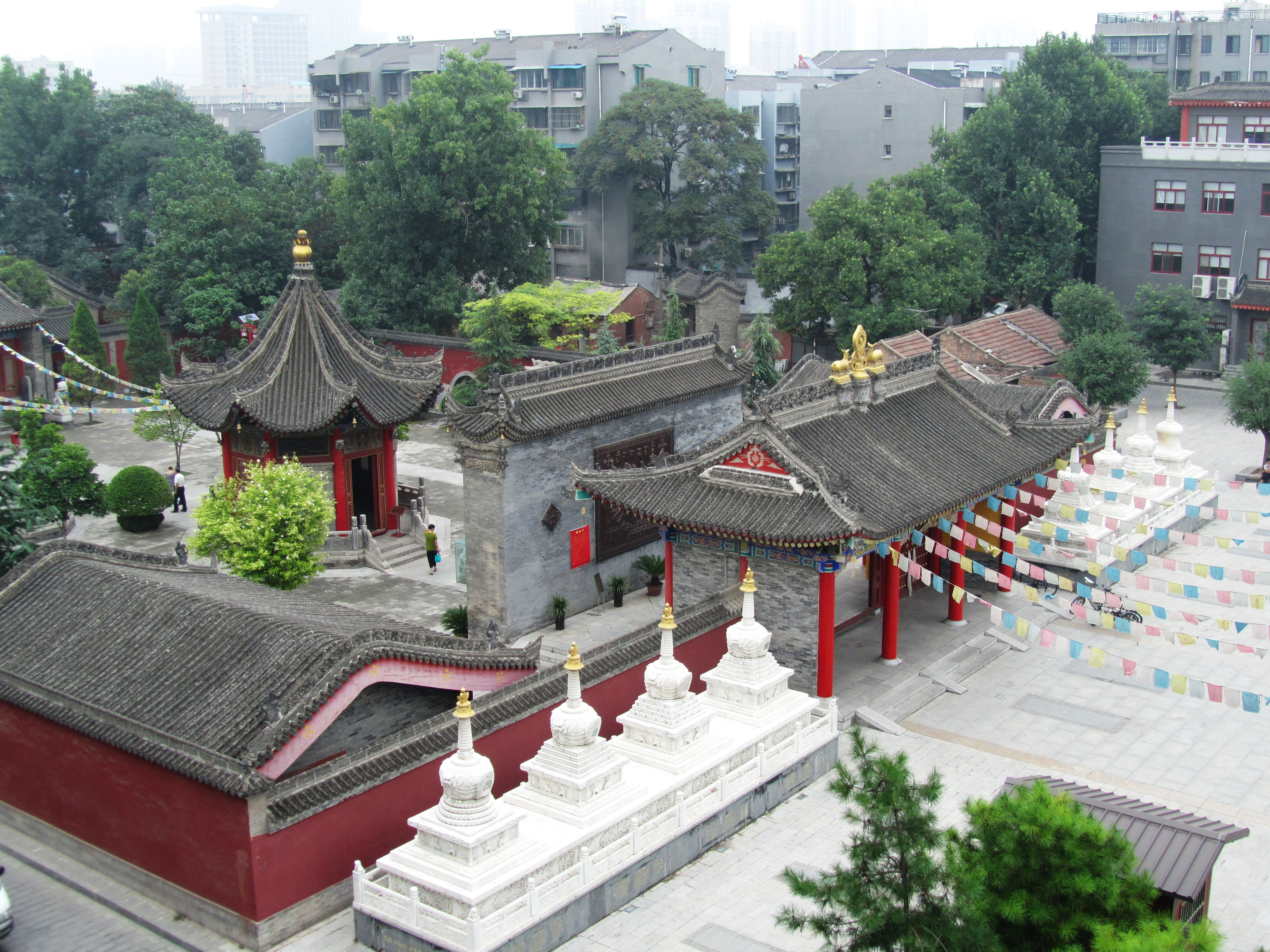
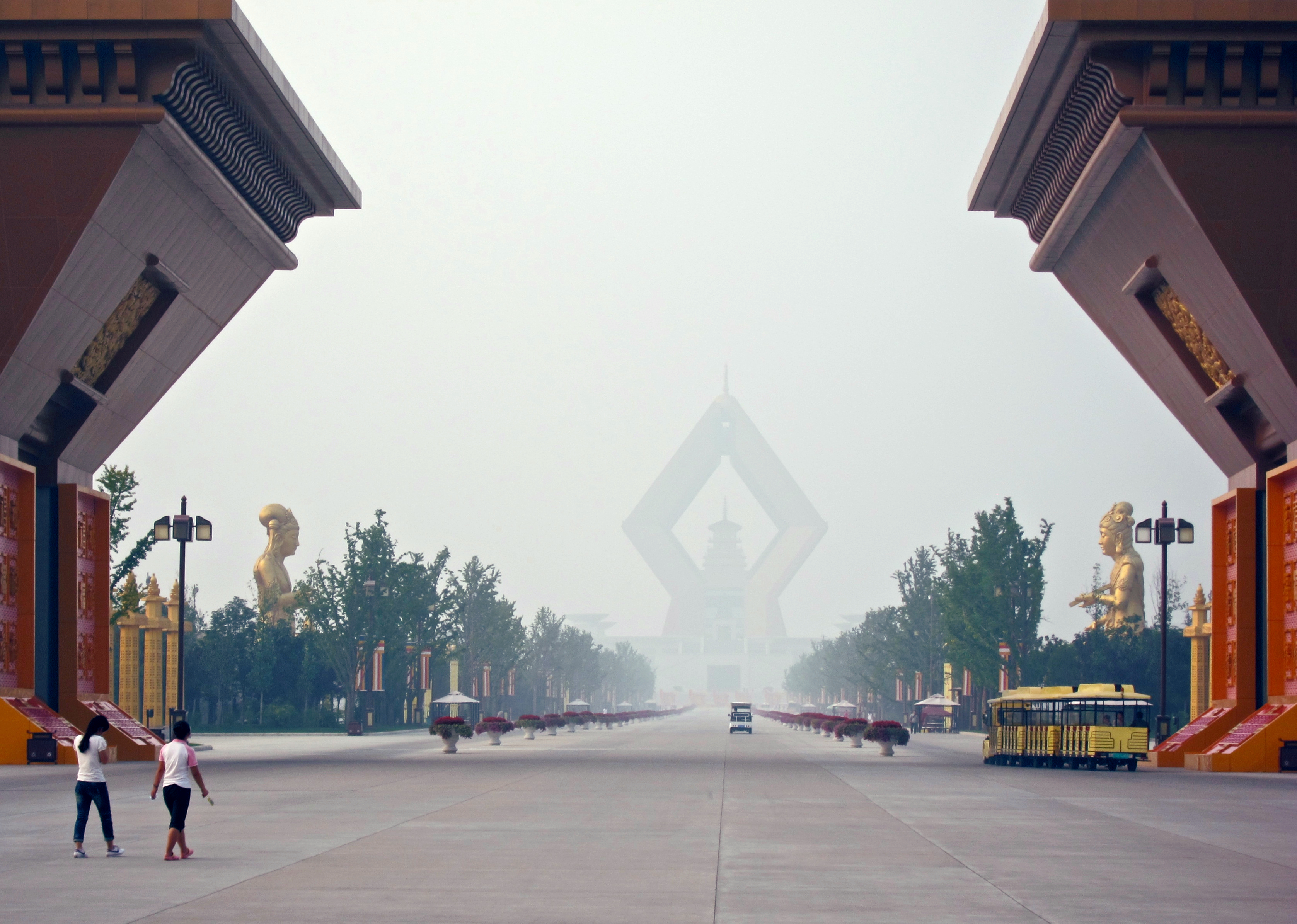
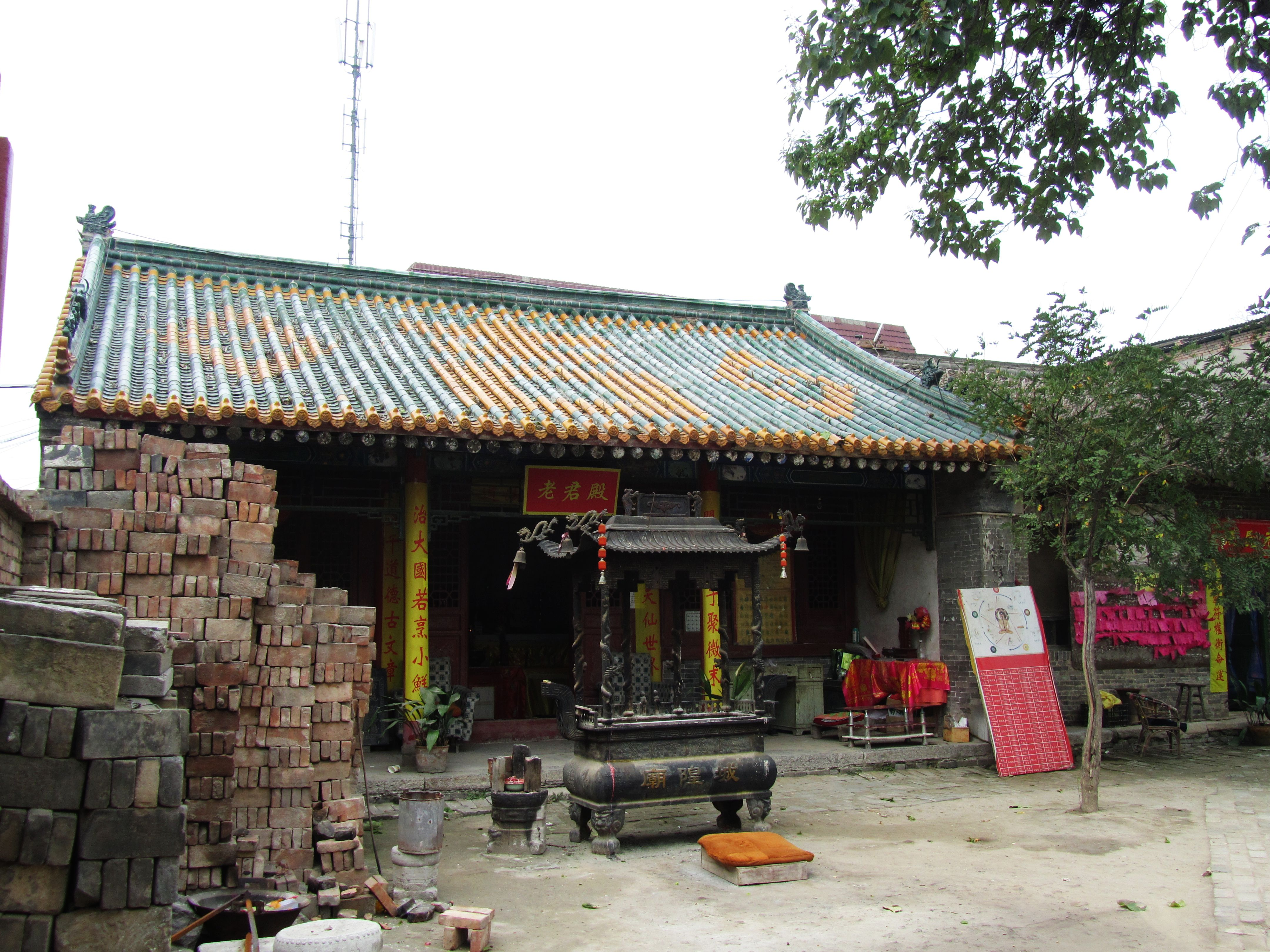
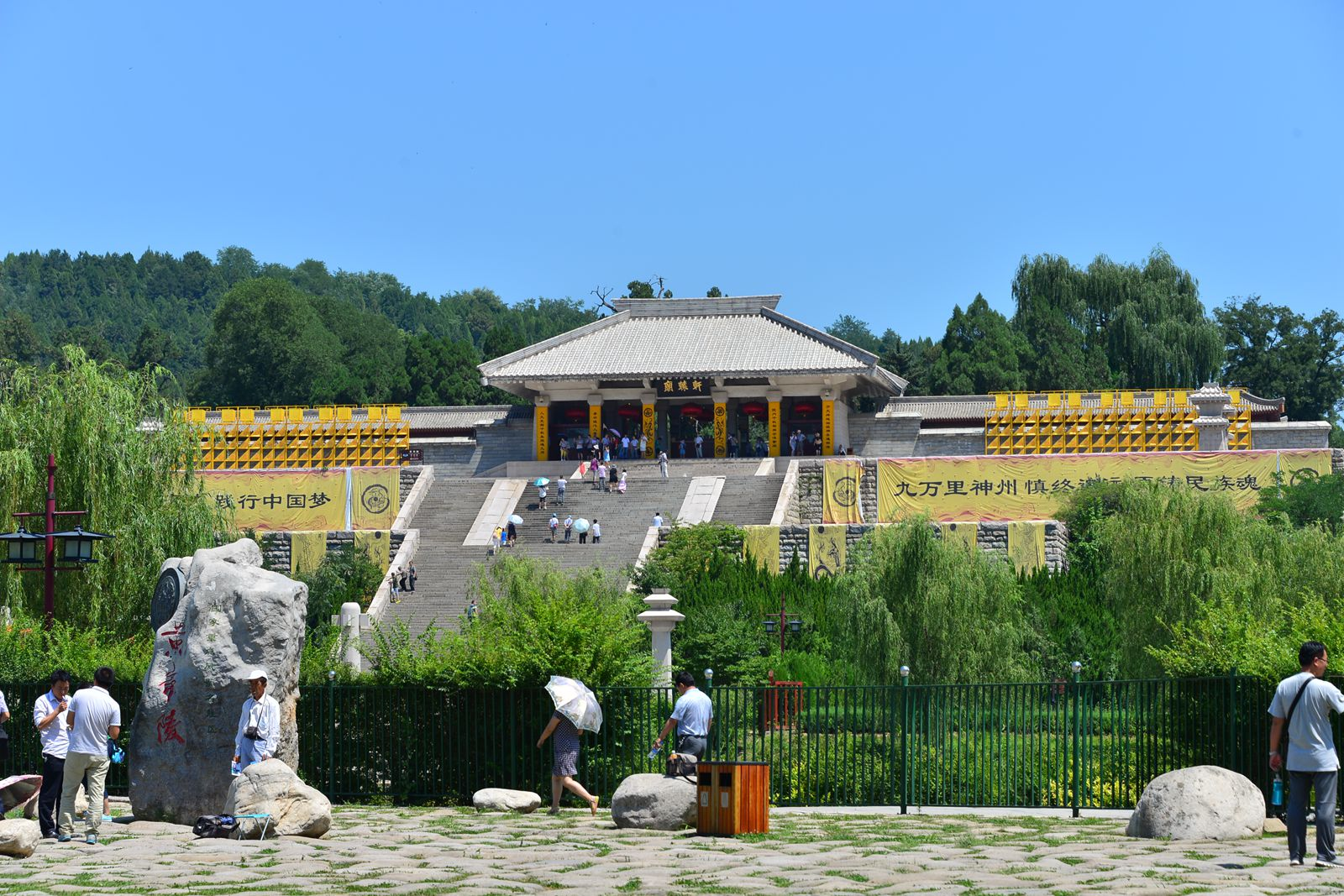

## وصلات خارجية
- Shaanxi Government website